# 刘佳丽
刘佳丽（1994年4月6日—），中国女子自行车运动员，2018年亚洲运动会女子团体追逐赛银牌得主和女子麦迪逊赛铜牌得主、2022年亚洲运动会女子全能赛铜牌得主。